# Titularbistum Olympus
Olympus (ital.: Olimpo) ist ein Titularbistum der römisch-katholischen Kirche. 
Es geht zurück auf ein früheres Bistum der antiken Stadt Olympos in der kleinasiatischen Landschaft Lykien im Südwesten der heutigen Türkei, das der Kirchenprovinz Myra angehörte.
| Titularbischöfe von Olympus |                                                    | |                   |                   |
| Nr.                         | Name                                               | Amt | von               | bis               |
| 1                           | Giovanni Battista Senzasoni                        | | 3. Oktober 1729   | 28. Februar 1746  |
| 2                           | João Cosme da Cunha de Nossa Senhora da Porta CRSA | Koadjutorbischof von Leiria (Portugal)                                                                       | 28. März 1746     | 8. April 1746     |
| 3                           | Joseph Billard OSB                                 | | 10. April 1747    |                   |
| 4                           | Daniel McDonnell                                   | Apostolischer Vikar von Trinidad (Trinidad und Tobago)                                                       | 23. Dezember 1828 | 26. Oktober 1844  |
| 5                           | Richard Patrick Smith                              | Apostolischer Vikar von Trinidad (Trinidad und Tobago)                                                       | 28. Mai 1845      | 30. April 1850    |
| 6                           | Jean-Étienne Sémeria OMI                           | Apostolischer Koadjutorvikar von Jaffna Apostolischer Vikar von Jaffna (British Ceylon)                      | 6. Juni 1856      | 23. Januar 1868   |
| 7                           | Leonardo Mellano OCD                               | Apostolischer Koadjutorvikar von Verapoly Apostolischer Vikar von Verapoly (Indien)                          | 24. Juli 1868     | 14. Juni 1870     |
| 8                           | János Pauer                                        | Weihbischof in Székesfehérvár (Ungarn)                                                                       | 6. Mai 1872       | 28. Februar 1879  |
| 9                           | Jean-Amand Lamaze SM                               | Apostolischer Administrator der Schifferinseln (Samoainseln) Apostolischer Vikar von Zentralozeanien (Tonga) | 23. Mai 1879      | 9. September 1906 |
| 10                          | Prudencio Melo y Alcalde                           | Weihbischof in Toledo (Spanien)                                                                              | 19. Dezember 1907 | 18. Juli 1913     |
| 11                          | Sl. Manuel González García                         | Weihbischof in Málaga (Spanien)                                                                              | 6. Dezember 1915  | 22. April 1920    |
| 12                          | James Michael Liston                               | Koadjutorbischof von Auckland (Neuseeland)                                                                   | 22. April 1920    | 9. Dezember 1929  |
| 13                          | Francis-Peter Bucys MIC                            | Generalsuperior der Marianer                                                                                 | 3. Juli 1930      | 25. Oktober 1951  |
| 14                          | Segundo García Fernández SDB                       | Apostolischer Vikar von Puerto Ayacucho (Venezuela)                                                          | 7. Mai 1953       | 6. Juni 1975      |